# 湯沢市立三梨小学校
湯沢市立三梨小学校（ゆざわしりつ みつなししょうがっこう）は、秋田県湯沢市三梨町にかつて存在した公立小学校。
2022年（令和4年）3月に湯沢市立稲川小学校に統合され閉校した。稲川小学校は、本校の他に稲庭小学校、川連小学校、駒形小学校が統合して新しくできた学校である。

## 沿革
以下、注釈の無い項目は学校の公式サイトの情報によるもの。
- 1959年4月1日 - 「稲川町立三梨宮田小学校」として開校。
- 1960年4月1日 - 「稲川町立三梨小学校」と改称し、新校舎での授業が開始。
- 1961年8月1日 - 体育館竣工式挙行。
- 1962年8月25日 - 校歌、校訓を制定。運動場を拡張。
- 1964年4月8日 - 完全給食開始。
- 1971年7月1日 - プール竣工。
- 1974年
  - 4月1日 - 運動場を拡張。
  - 7月17日 - 校旗樹立式挙行。
- 1984年8月22日 - 新校舎起工式挙行。
- 1985年2月12日 - 新校舎入校。
- 1986年9月1日 - 運動場を拡張。
- 1997年8月24日 - 観察池竣工。
- 2002年8月12日 - 新プール竣工。
- 2005年3月22日 - 市町村合併に伴い、「湯沢市立三梨小学校」と改称。
- 2021年 - 閉校式挙行。
- 2022年3月31日 - 閉校[3]。

## 校歌
- 作詞：紅川 章一
- 作曲：佐藤長太郎

## 周辺
- 皆瀬川

## 著名出身者
- 東海林良 (作詞家)